# La Femme de Putiphar
Pour plus de détails, voir Fiche technique et Distribution.
La Femme de Putiphar (Potiphar's Wife) est un film britannique réalisé par Maurice Elvey, sorti en 1931.

## Synopsis
Le titre du film se réfère à l'épisode biblique de Joseph et la femme de Putiphar (Gn 39).

## Fiche technique
- Titre original : Potiphar's Wife
- Titre français : La Femme de Putiphar
- Réalisation : Maurice Elvey
- Scénario : Victor Kendall, d'après la pièce de Edgar C. Middleton
- Adaptation : Maurice Elvey, Edgar C. Middleton
- Direction artistique : Clarence Elder
- Photographie : James Wilson
- Son : Bert Ross
- Montage : Leslie Norman
- Production : John Maxwell
- Société de production : British International Pictures
- Société de distribution : First National-Pathé Pictures
- Pays d'origine :  Royaume-Uni
- Langue originale : anglais
- Format : Noir et blanc  — 35 mm — 1,20:1 — son mono
- Genre : Film d'amour
- Durée : 79 minutes
- Dates de sortie : Royaume-Uni : 1931

## Distribution
- Nora Swinburne : Lady Diana Bromford
- Laurence Olivier : Straker
- Norman McKinnel : Lord Bromford
- Guy Newall : Maurice Worthington
- Donald Calthrop : avocat de la défense
- Ronald Frankau : Major Tony Barlow
- Betty Schuster : Rosita Worthington
- Marjorie Brooks : Sylvia Barlow
- Walter Armitage : Geoffrey Hayes
- Henry Wenman : Stevens
- Elsa Lanchester : Therese
- Henry Vibart :  le juge (non crédité)